# Casaglia (Perugia)
Casaglia è una frazione del comune italiano di Perugia, in Umbria.

## Geografia fisica
Il borgo è situato a est di Perugia in un colle sopra il fiume Tevere e si ritrova quasi in continuità urbana con l'abitato di Pretola, situato a nord rispetto a Casaglia. Nel territorio della frazione risiedono circa 1 400 abitanti.

## Monumenti e luoghi d'interesse
- Chiesa di Santa Maria Assunta (XVI secolo)[2]
- Chiesa di Santa Croce in Villagemini[3]